# Caligus elongatus
Caligus elongatus är en kräftdjursart som beskrevs av von Nordmann 1832. Caligus elongatus ingår i släktet Caligus och familjen Caligidae. Arten är reproducerande i Sverige. Inga underarter finns listade i Catalogue of Life.